# Akodon lutescens
Akodon lutescens је врста глодара из породице хрчкова (лат. Cricetidae). 

## Распрострањење
Ареал врсте је ограничен на мањи број држава. Врста је присутна у следећим државама: Аргентина, Перу и Боливија.

## Станиште
Станишта врсте су шуме и травна вегетација. Висинско распрострањење је од 3.800 до 3.900 m у Перуу, и од 3.600 до 4.500 m у Боливији.

## Угроженост
Ова врста је наведена као последња брига, јер има широко распрострањење и честа је врста.